# Ray Sefo
Ray "Sugarfoot" Sefo (ur. 15 lutego 1971 roku w Auckland) − utytułowany nowozelandzki kick-boxer o samoańskich korzeniach. Wielokrotny mistrz świata w kick-boxingu i muay thai. Wicemistrz K-1 WGP z 2000 roku. Prezydent amerykańskiej organizacji MMA Professional Fighters League.

## Kariera sportowa
W młodości uprawiał Wing Chun. Porzucił je na rzecz bardzo popularnego w Nowej Zelandii muay thai. W latach 90. był wielokrotnym mistrzem świata różnych organizacji w muay thai i kick-boxingu w wielu kategoriach wagowych.
W sierpniu 1996 roku zadebiutował w K-1 w przegranej walce z Ernesto Hoostem. W 1998 roku po raz pierwszy wystąpił w Finale K-1 World GP. Odpadł w ćwierćfinałowej walce z Andym Hugiem. Rok później odpadł na tym samym etapie, pokonany przez Sama Greco. Największy sukces w K-1 odniósł w 2000 roku, gdy po znokautowaniu Musashiego i Cyrila Abidi dotarł do ścisłego finału K-1 WGP. W walce o mistrzostwo przegrał przez jednogłośną decyzję z broniącym tytułu Ernesto Hoostem.
W 2001 roku nie wystąpił w finałach z powodu kontuzji odniesionej w zwycięskiej walce eliminacyjnej z Markiem Huntem. Rok później, po zwycięstwie nad Peterem Aertsem, doszedł do półfinału K-1 WGP, gdzie po raz kolejny pokonał go Hoost (tym razem przez TKO). W latach 2003–2004 dwukrotnie uległ przez decyzję w ćwierćfinałach Musashiemu. W turnieju o mistrzostwo K-1 WGP po raz ostatni wystąpił w 2005 roku (w 2006 i 2008 roku pełnił rolę rezerwowego), gdy przegrał w ćwierćfinale z późniejszym trzykrotnym mistrzem K-1 Semmym Schiltem.
Po raz drugi walczył z Schiltem 4 marca 2007 roku w Jokohamie w walce o pas mistrza K-1 w nowo utworzonej kategorii superciężkiej (ponad 100 kg). Pomimo iż w pierwszej rundzie Sefo zdołał posłać na deski wyższego od siebie o 27 cm Holendra, ostatecznie został przez niego znokautowany w drugiej rundzie kontrującym lewym prostym. Był to pierwszy raz historii, gdy Nowozelandczyk przegrał przez nokaut (nie licząc porażek przez TKO). Przegrana ta była zarazem pierwszą z serii kolejnych pięciu porażek Sefo w K-1, którą przełamał dopiero podczas Final 16 2008, pokonując Choi Hong-mana.
Ray Sefo jest obdarzony nokautującym ciosem z obu rąk. W swojej karierze znokautował m.in. Micheala McDonalda (dwukrotnie), Jérôme'a Le Bannera, Musashiego, Rusłana Karajewa, Boba Sappa oraz Melvina Manhoefa.

## Kariera trenerska
Od 2008 roku jest zatrudniony w prowadzonym przez Randy’ego Couture’a klubie Xtreme Couture w Las Vegas. Odpowiada za trening "stójki" zawodników MMA. Jego podopiecznymi są lub byli m.in. Forrest Griffin, Evan Dunham i Vitor Belfort.

## Kariera promotorska
W 2012 roku został prezydentem nowo powstałej organizacji MMA - World Series of Fighting, z siedzibą w Las Vegas. World Series of Fighting w ciągu pięciu lat zorganizowała 35 gal. W połowie 2017 roku organizacja World Series of Fighting po zmianie właścicieli odmieniła format gal oraz zmieniła nazwę na Professional Fighters League. Ray Sefo został wybrany prezydentem organizacji.

## Osiągnięcia
- 2000: Wicemistrz K-1 World GP
- 1997: Mistrz Świata WKBF w wadze superciężkiej
- 1997: Mistrz Świata WKBA w wadze superciężkiej
- 1997: Mistrz Świata WKBF w wadze ciężkiej
- 1996: Mistrz Świata WMTF w wadze ciężkiej
- 1996: Mistrz Świata ISKA w wadze super lekkociężkiej
- 1995: Mistrz Świata ISKA w wadze lekkociężkiej
- 1995: Mistrz Świata WMTF w wadze półciężkiej
- 1992: Mistrz Południowego Pacyfiku w wadze lekkociężkiej
- 1991: Mistrz Nowej Zelandii w wadze lekkociężkiej
- 1990: Mistrz Nowej Zelandii w wadze ciężkiej